# MNEK
Uzoechi Osisioma Emenike (Londres, 9 de noviembre de 1994), más conocido por su nombre artístico MNEK, es un cantante, compositor y productor discográfico británico, célebre por haber producido y compuesto varios éxitos musicales, incluyendo «Gecko (Overdrive)» de Oliver Heldens con Becky Hill y «Need U (100%)» de Duke Dumont con A*M*E, que entraron en la número 1 del listado de sencillos británica. También por haber trabajado en canciones de Little Mix, Kylie Minogue, MØ, Rudimental, entre otros artistas.
Su dueto con Zara Larsson, «Never Forget You», de 2015, tuvo éxito en varios países, como Reino Unido donde ingresó en la número 5 del listado de sencillos británica y entró a las primeras veinte del Billboard Hot 100 de Estados Unidos.

## Biografía

### Infancia
Nacido en 1994 en el distrito Catford del municipio londinense de Lewisham en Reino Unido, como Uzoechi Osisioma Emenike. Creció en su ciudad natal, junto con sus dos hermanos. Es de ascendencia nigeriana. Su padre es un agente de policía del Metropolitan Police Service en Londres.
Creció en un ambiente musical; sus padres solían escuchar R&B de la vieja escuela y a varios artistas, incluyendo Mariah Carey, Whitney Houston y Bob Marley. A una temprana edad, también se aficionó con la música de two step, UK garage, las voces de artistas femeninas y el R&B de los años 90. De acuerdo con sus declaraciones, es un gran fanático de músicos como Janet Jackson, Rodney Jerkins y Timbaland. Empezó a escribir sus propias canciones cuando tenía ocho años, y a producir a los nueve, después de que obtuvo en una Navidad un software de creación musical llamado eJay. Al principio lo tomó como un pasatiempo, pero luego se convirtió en una obsesión, hasta que llegó un punto en el que se dio cuenta de que quería lanzar una carrera musical. Cuando tenía once comenzó a cantar. A esta misma realizó su primera actuación en público, que consistió en una interpretación de la versión de «Blue Moon» de Frank Sinatra, y recibió buenos comentarios. 
 Con el tiempo, comenzó a publicar sus canciones en MySpace y a contactar a sellos discográficos. En el año 2009, con catorce años, firmó un contrato de composición con EMI Music Publishing, y para centrarse en su carrera como músico, abandonó la escuela secundaria.

### Carrera musical
En sus comienzos musicales, MNEK tuvo el apoyo de varios músicos, entre ellos el equipo de producción Xenomania, con quienes en 2011, a los dieciséis años, produjo el sencillo «All Fired Up» de The Saturdays, que fue un éxito comercial y en lista de popularidad musical en Reino Unido. Otro de sus mentores en su debut era Amir Amor, el productor discográfico de la banda Rudimental, a quien considera una gran influencia, al igual que el dúo de productores estadounidenses Jimmy Jam y Terry Lewis, a quienes toma como referencia para sus obras por su profesionalismo, además por haber sido unos de los más grandes productores de éxitos musicales en las décadas de los años 80 y 90.
A principios de 2012, Rudimental lanzó «Spoons» como un sencillo de su álbum debut Home, de 2013. Además coescribió otras tres canciones, incluyendo «Baby» para el cual también sirvió como vocalista. Junto con la banda, estuvo embarcado en una extensa gira musical con la banda en 2013. MNEK también coescribió y produjo el sencillo debut de Misha B, «Home Run», que salió a los mercados musicales en julio de 2012, e ingresó en la número 11 del listado de sencillos británica. A finales de 2012, firmó un contrato de grabación con Moshi Moshi Records y en 2013 con la discográfica británica Virgin EMI.
A inicios de 2013, Duke Dumont publicó «Need U (100%)» que cuenta con la participación vocal de A*M*E y fue coescrita por MNEK. El tema ingresó en la número 1 del listado de sencillos de Reino Unido, asimismo tuvo éxito en otros países europeos. «Need U (100%)» fue nominada al Grammy en 2014 como mejor grabación dance, por lo que se convirtió en su primera primera candidatura a dicho reconocimiento. En diciembre de 2013, fue revelado como uno de los quince artistas en ascenso candidatos al Sound of 2014, una encuesta musical realizada por la BBC, que supone éxito para los intérpretes el año en el que son nominados. A principios de 2014, Gorgon City publicó el sencillo «Ready for Your Love», para el cual MNEK participó como vocalista, y entró en el puesto 4 de la lista de sencillos británica. En junio de 2014, la canción de Oliver Heldens, «Gecko (Overdrive)», que MNEK escribió, ingresó en la número 1 del ranking de sencillos británica. En 2014, también produjo la canción «Feels So Good» de Kylie Minogue de su disco Kiss Me Once e hizo los respaldos vocales de los temas «Living For Love» y «Hold Tight», que también coescribió, de Madonna, para su álbum Rebel Heart (2015). MNEK fue el acto de apertura para el concierto de Kylie Monogue en el iTunes Festival en Reino Unido a finales de septiembre de 2014, y para los premios Mobo de 2014 fue nominado a la mejor revelación.
Su primer EP Small Talk salió a la venta a finales de marzo de 2015, que consta de seis canciones, incluyendo su sencillo debut «Every Little Word» (2014), «Wrote a Song About You» (2014) y «The Rhythm» (2015), que se convirtió en su primer éxito como artista principal entre las primeras 40 posiciones del listado de sencillos de Reino Unido. En septiembre de 2015, MNEK y Zara Larsson publicaron «Never Forget You», que tuvo éxito en Australia y varios países europeos, incluyendo en su natal Reino Unido, donde obtuvo la número 5 de la lista de sencillos de referido territorio. Asimismo entró a las primeras veinte posiciones en el ranking de éxitos Billboard Hot 100 de Estados Unidos, país en que vendió más de un millón de copias, de acuerdo con su certificación de platino por la RIAA. Mundialmente, «Never Forget You» vendió más de tres millones de ejemplares. En octubre de 2015, Rudimental lanzó su segundo álbum We the Generation, para el que MNEK coescribió cuatro canciones, y además prestó su voz para una de ellas, «Common Emotion», que fue un sencillo del disco. En mayo de 2016, salió «Hold Up» como un sencillo de Lemonade de Beyoncé, para el que contribuyó en sus melodías líricas y vocales, que ingresó en la 13 del Billboard Hot 100 en Estados Unidos y también fue un éxito en Reino Unido, al entrar a las veinte mejores posiciones de listado de sencillos de referido país. En mayo de 2016, lanzó su sencillo «At Night (I Think About You)», y en el mismo mes MØ publicó su éxito «Final Song», que MNEK coescribió y produjo.

### Filantropía
En paralelo a sus actividades musicales, MNEK se ha dedicado a la filantropía, ayudando a diversos proyectos de caridad y causas. A principios de julio de 2016, junto con varios artistas grabaron un tema titulado «Hands», por el sello Interscope Records, cuya inspiración fue el tiroteo ocurrido en un club gay de Orlando en junio del mismo año, en el que murieron 49 personas y 53 resultaron heridas. Los beneficios monetarios producidos por «Hands» fueron entregados a la Asociación de las Víctimas de Pulse en Florida y a otras fundaciones que defienden los derechos de la población LGBT.

## Vida personal
MNEK es abiertamente gay, y desea ser un modelo a seguir para los jóvenes negros homosexuales. Tiene una relación con Brayton Bowman.